# Олесине
Оле́сине — село в Україні, у Козівській селищній громаді Тернопільського району Тернопільської області. Розташоване на річці Ценівка, на заході району. До 2020 - адміністративний центр колишньої Олесинської сільради, якій було підпорядковане село Уритва. 
Населення — 532 особи (2001).

## Історія
Перша писемна згадка — 1553 року.
Існує легенда про заснування села:
|  | На території сіл нинішнього Козівського району проживав пан (дані про якого не збереглися). У нього не було сина, якому він міг би передати землі та маєток, але він мав чотири дочки, Теофілію, Вікторію, Гелену та Олесю. Коли пан був старий та хворий, він покликав доньок і сказав, що належні йому землі він ділить між ними. Після смерті батька, дочки, кожна на своїй землі зробили забудови маєтків. Надалі ці забудови розрослися, кругом них посилилися люди які там працювали й так утворилися села. Пан розподілив землі між дочками, починаючи від старшої, Теофілії, потім Вікторії, Гелени та Олесі. В наш час там розташовані села, Теофіпілка, Вікторівка, Геленки та Олесине. Олеся була наймолодшою та улюбленою дочкою, а тому батько дав їй найкращу землю і найродючішу. Дівчина була доброю і чуйною, її любили селяни і тому село було назване в її честь «Олесине». |

Згадки з «Słownik geograficzny Królestwa Polskiego i innych krajów słowiańskich», Том IV "Населення римо-католицьке — 83 особи, парафія Будилів, 8 км на північний схід; парафія Ценів. Точну площу не можна визначити, оскільки село є частиною однієї кадастрової громади з Ценовом. У місці, де дорога відходить від шляху до села і до маєтку, стоять два кам’яні алегоричні птахи з гербовими щитами в лапах, як знак, що тут починається державне володіння Бржежани, яке включає понад 30 сіл і два міста, 27 маєтків і 32 тисячі моргів лісу. О. (Олесин) лежить на висоті 208 метрів над рівнем моря, на вододілі між річками Золота Липа і Стрипа, на так званому холодному Поділлі, на краю Подільського плато, яке поступово знижується на схід.
Власник маєтку — граф Станіслав Понятовський.
Діяли українські товариства «Просвіта», «Луг», «Сільський господар», «Рідна школа» та інші, кооператива.
Наприкінці 19 ст. великим земельним власником у селі був граф Станіслав Потоцький.
12 червня 2020 року, відповідно до розпорядження Кабінету Міністрів України № 724-р «Про визначення адміністративних центрів та затвердження територій територіальних громад Тернопільської області» увійшло до складу Козівської селищної громади.
19 липня 2020 року, в результаті адміністративно-територіальної реформи та ліквідації Козівського району, село увійшло до складу Тернопільського району.

## Населення
За даними перепису населення 2001 року мовний склад населення села був таким:

### Мова
Розподіл населення за рідною мовою за даними перепису 2001 року:
| Мова       | Кількість | Відсоток |
| ---------- | --------- | -------- |
| українська | 530       | 99.62%   |
| російська  | 2         | 0.38%    |
| Усього     | 532       | 100%     |

Місцева говірка належить до наддністрянського говору південно-західного наріччя української мови.

## Пам'ятки

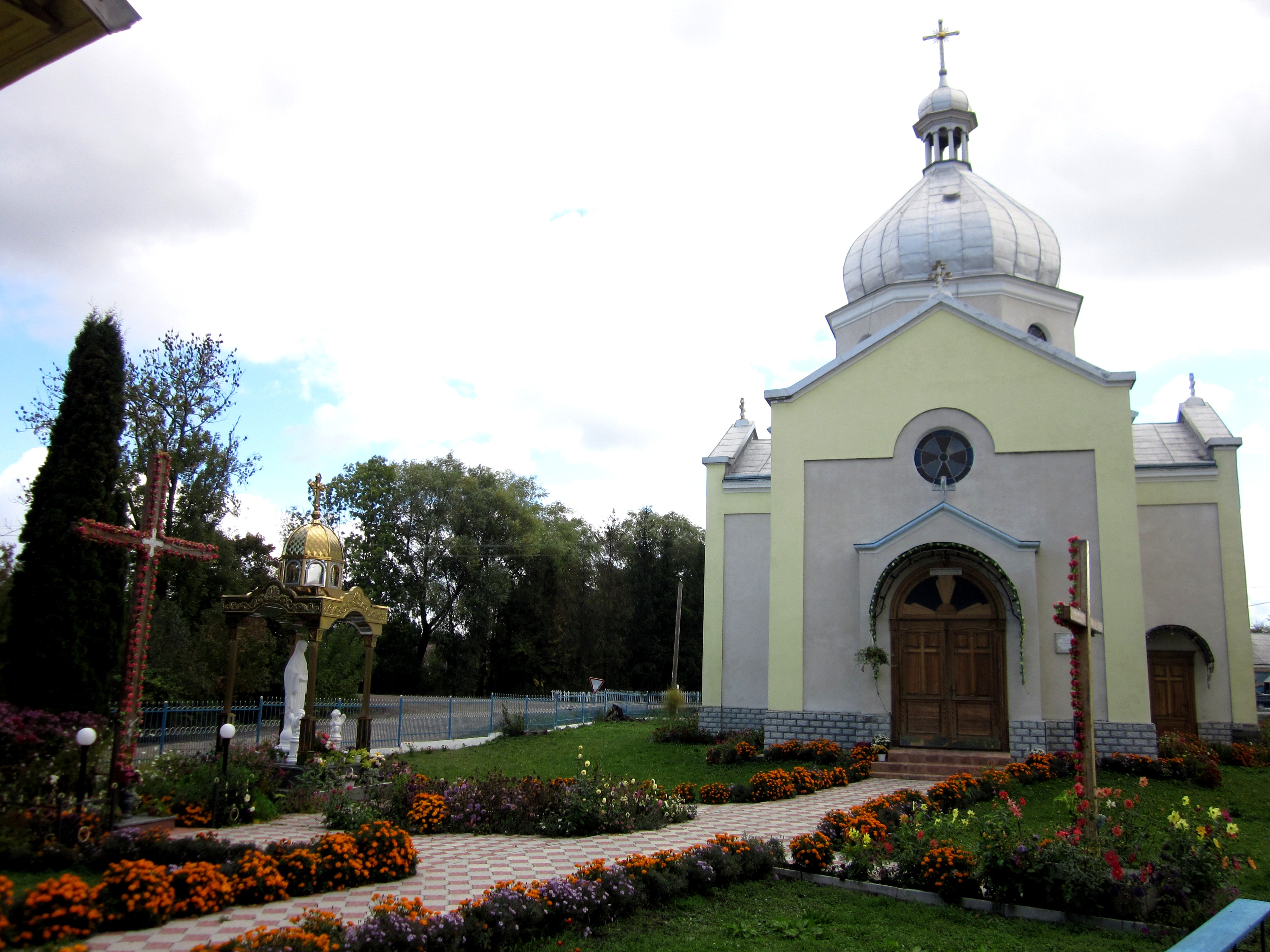
Церква зіслання Святого Духа

- церква Зіслання Святого Духа (1938, мурована).

Споруджено пам'ятники:
- воїнам-односельцям, полеглим у німецько-радянській війні (1967),
- О. Дяківу-Горновому (1997, скульптор І. Козлик),
- встановлено пам'ятний хрест на честь скасування панщини (1861),
- насипана символічна могила Борцям за волю України (1992).

## Соціальна сфера
Працюють: Олесинська гімназія (змінено назву та тип закладу загальної середньої освіти 28.06.2022 року, дитячий садочок «Пролісок», будинок культури, бібліотека, ФАП, відділення зв'язку.

## Відомі люди

### Народилися
- Осип Дяків-Горновий (1921—1950) — діяч ОУН та вояк УПА.
- Василь Боднар (нар. 1976) —український дипломат. Генеральний консул України в Стамбулі (з 2015), Представник України при Організації Чорноморського Економічного Співробітництва, 2016.
- С. Горохівський — український військовик.
- Степан Кусень (нар. 1928) — український вчений-біохімік.
- Лазоренко Володимир Романович (1989-2023)  — український військовик, учасник російсько-української війни[7].
- Смачило Григорій Володимирович (1985-2022)  — український військовик, учасник російсько-української війни[8].

## Галерея

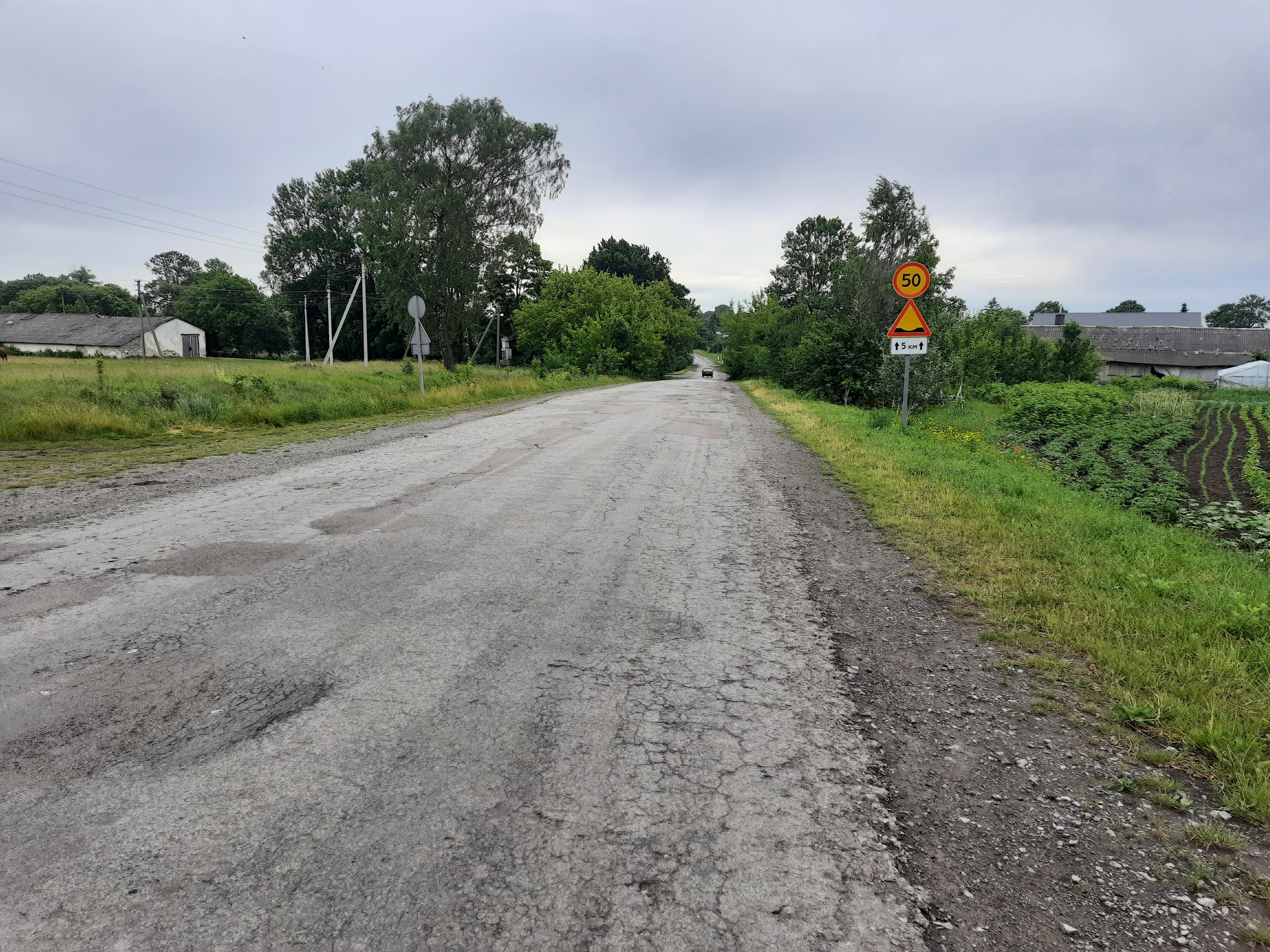
В'їзд у село
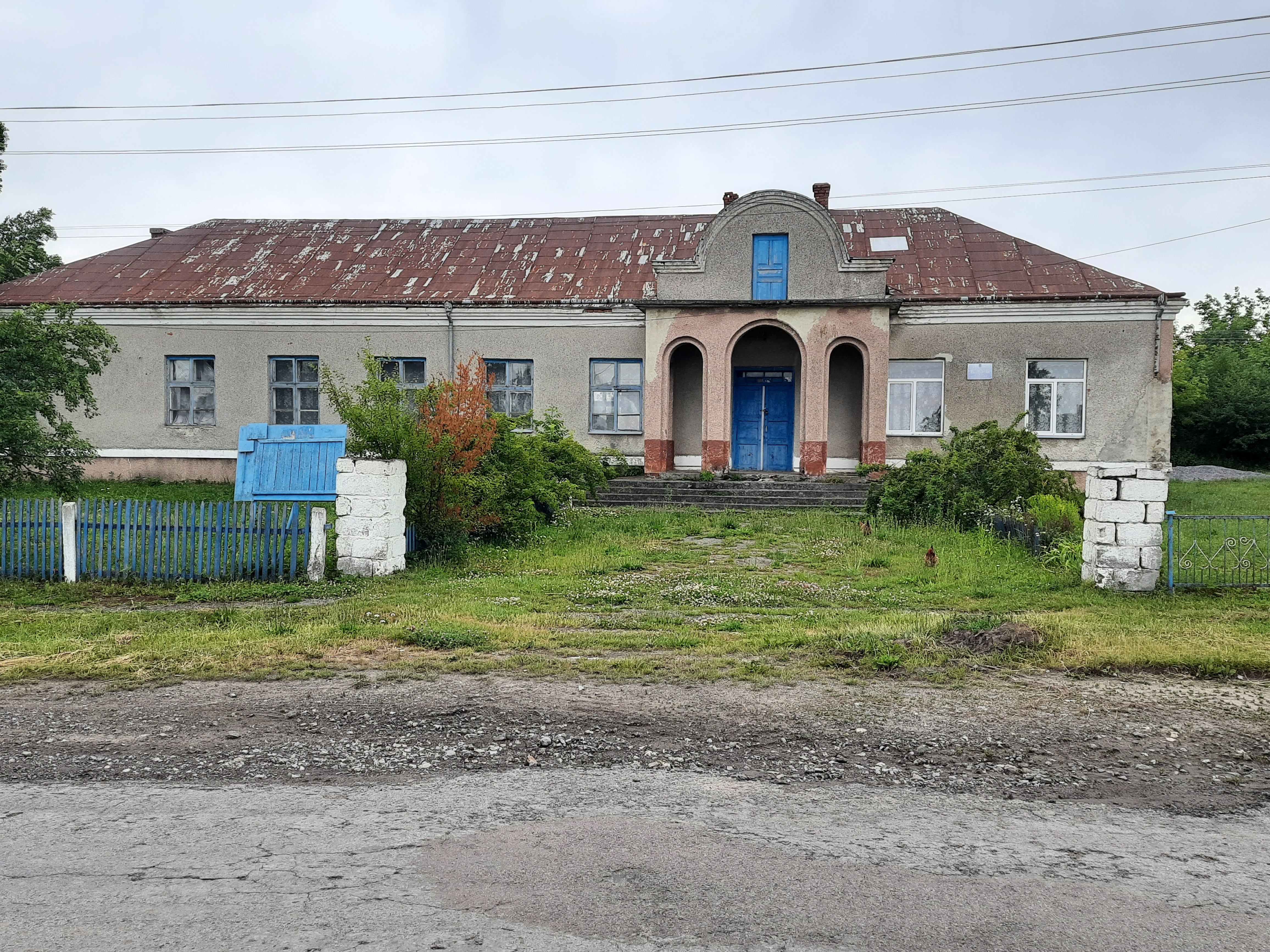
Клуб
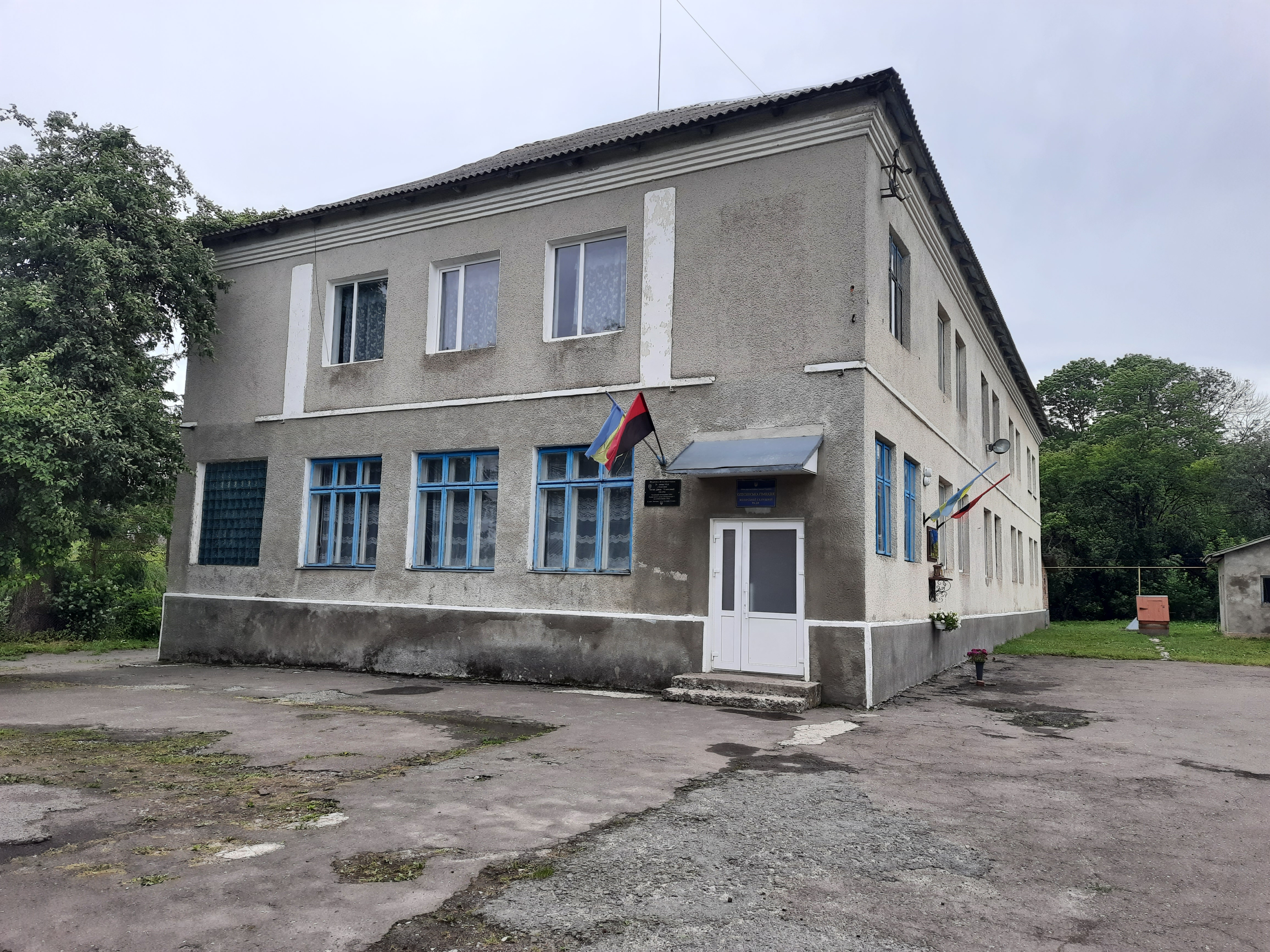
Школа
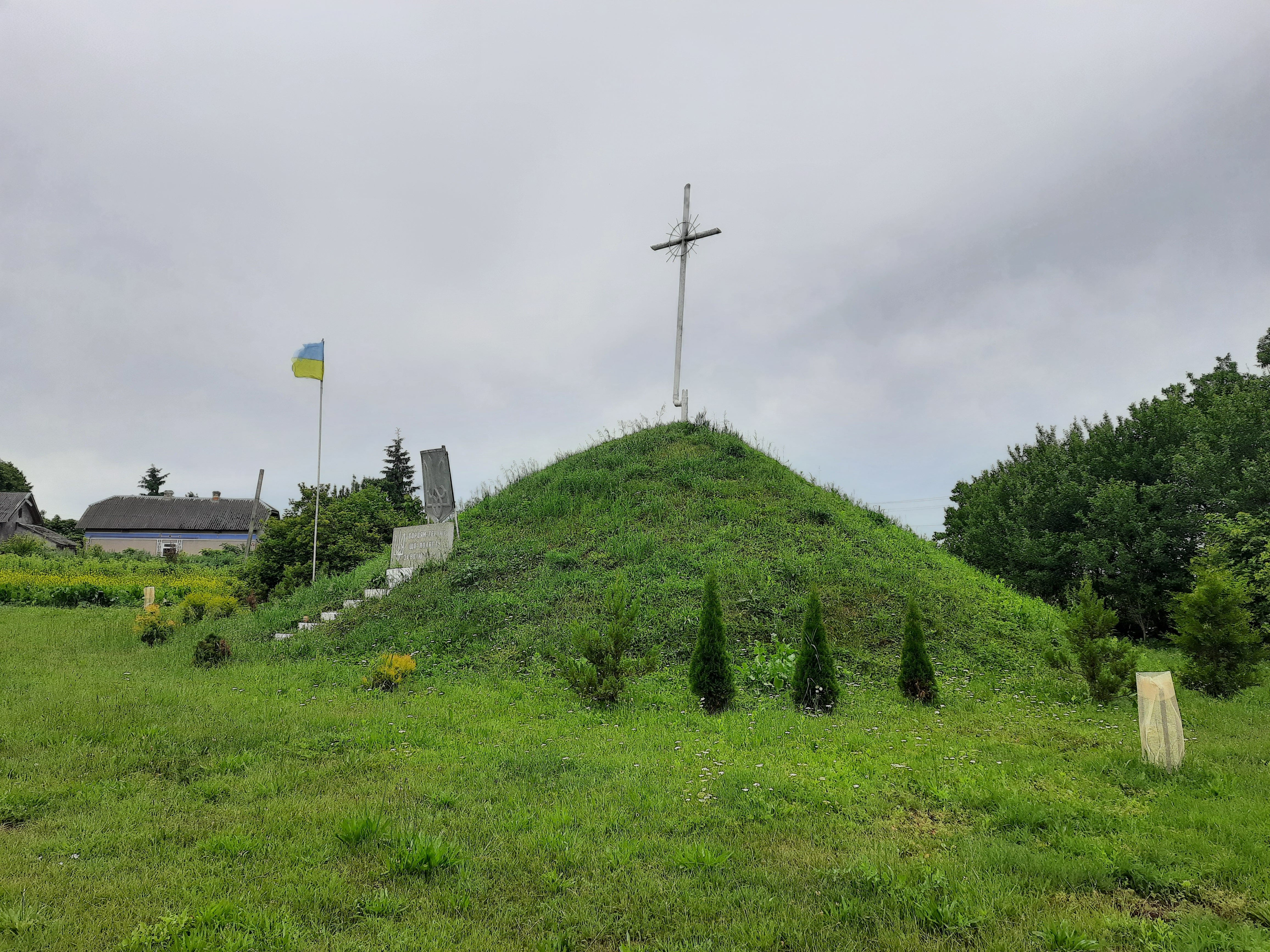
Символічна могила Борцям за волю України
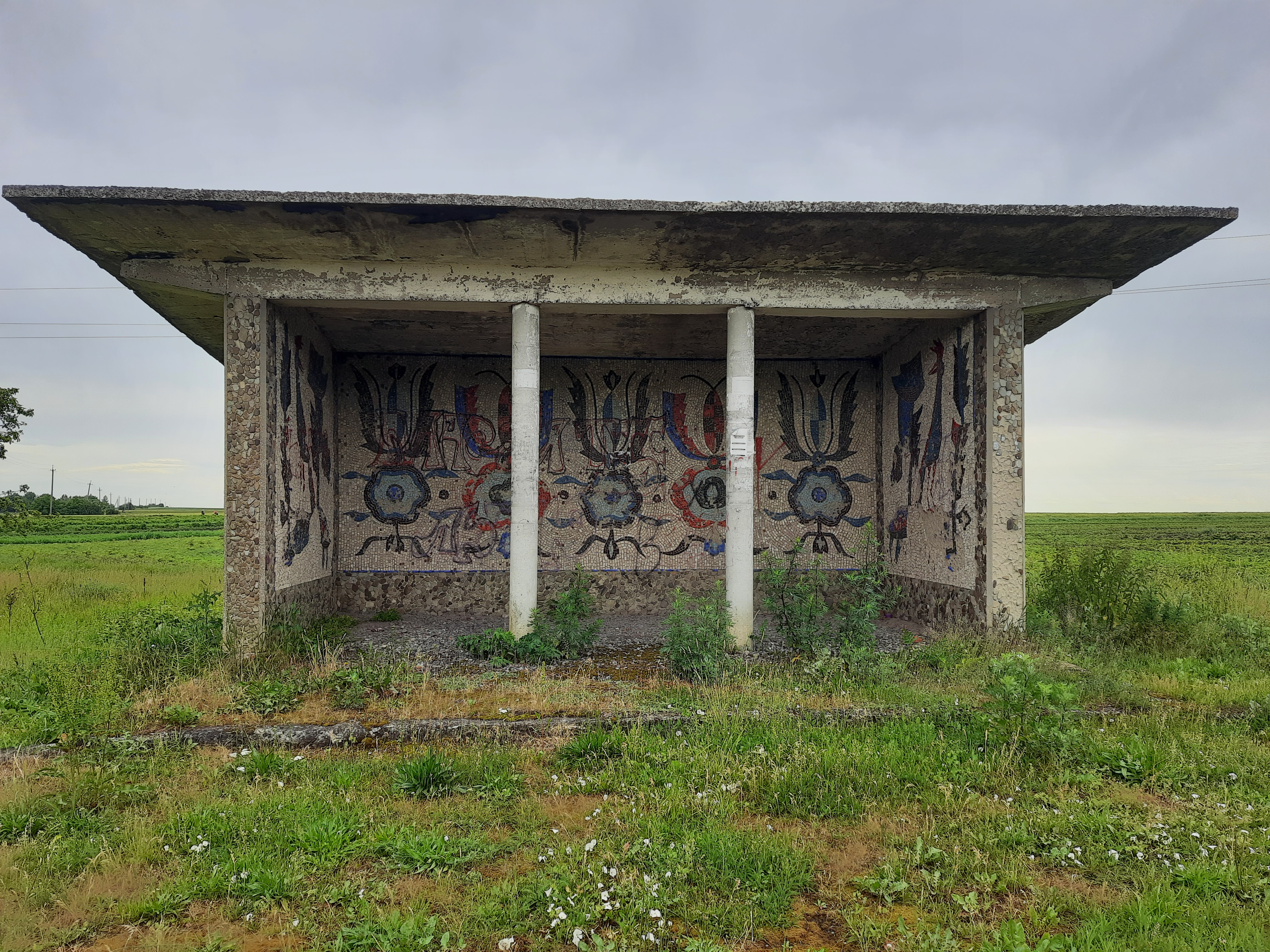
Автобусна зупинка біля села